# Люсинська сільська рада
Люсинська сільська́ ра́да (біл. Лю́сінскі сельсавет) - адміністративно-територіальна одиниця у складі Ганцевицького району Берестейської області Білорусі. Адміністративний центр — село Люсино.
Створена 12 жовтня 1940 року в Ганцевицькому районі Пінської області. З 08.01.1954 — у Берестейській області. З 25 грудня 1962 року по 30 липня 1966 року в Ляховицькому районі.

## Населення
За переписом населення Білорусі 2009 року чисельність населення сільської ради становить 1866 осіб, з них 1853 білоруси,  6 росіян, 1 поляк, 2  українці . 

## Склад
У складі сільської ради села: Люсино, Маково, Полонь